# Sandokan (televíziós sorozat, 1991)
A Sandokan (eredeti cím: Sandokán) 1991-ben futott spanyol televíziós rajzfilmsorozat, amely Emilio Salgari regénye alapján készült. Először 1991-től vetítették. Spanyolországban 1991-től a BRB Internacional, Magyarországon először a TV2 mutatta be a Homokvár című műsorblokkjában 1998-ban, majd 2001 és 2003 között a Minimax, később pedig a Super TV2 is műsorra tűzte.

## Magyar hangok
- Sandokan - Papp János
- Yanez – Németh Gábor
- James Brook – Szűcs Sándor
- William báró – Selmeczi Roland
- Lord James –  Uri István
- Marianne – Biró Anikó
- Surama – Balogh Anikó (15-16), Riha Zsófi (17-26)
- Cracker – Bartucz Attila
- Giro – Holl Nándor (1-13, 17-26), Kassai Károly (14-16)
- Sambigliong – Hankó Attila
- Patan – Kerekes József
- Malco – Bácskai János
- Tremal-Naik – Háda János (7-17), Balázsi Gyula (18-26)
- Shamina – Madarász Éva
- Talgusa – Wohlmuth István
- Kammamuri – F. Nagy Zoltán
- Suyodhana – Rosta Sándor
- Milcof – Kautzky Armand
- Parancsnok – Kristóf Tibor
- Bedar – Várkonyi András
- Collin kapitány – Csuja Imre (12-20), Simon Aladár (21-25)

További magyar hangok: Albert Gábor, Albert Péter, Balázsi Gyula, Beratin Gábor, Besenczi Árpád, Bessenyei Emma, Botár Endre, Csík Csaba Krisztián, Csuha Lajos, Epres Attila, Forgács Gábor, Galkó Balázs, Garai Róbert, Harsányi Gábor, Imre István, Janovics Sándor, Kardos Gábor, Kárpáti Tibor, Karsai István, Katona Zoltán, Koffler Gizi,  Molnár Ilona (fiatal Mariana), Orosz István, Pálfai Péter, Szvetlov Balázs (fiatal Sandokan), Viczián Ottó, Wohlmuth István

## Epizódlista
1. A Mompracem kalózai
2. Áthaladás
3. Mariana
4. A kalózkutatásra
5. Vissza Mompracem-re
6. A Dayakok lázadása
7. Labuan egyik partján
8. Az oroszlán szájában
9. Yanez terve
10. Az emberrablás
11. Mompracem veszélyben
12. Felszabadítás
13. Gyermekrablás
14. Shamina keresése
15. A Suderbuniak
16. Harc a mocsáron
17. Tőrbe esett
18. Szökés
19. Egy kellemetlen meglepetés
20. Egy csodálatos ötlet
21. Mariana elrablása
22. Sandokan fogságba esik
23. A halálos tabletta
24. Újra együtt
25. Lord James megmentése
26. A dupla házasság